# 古布金區

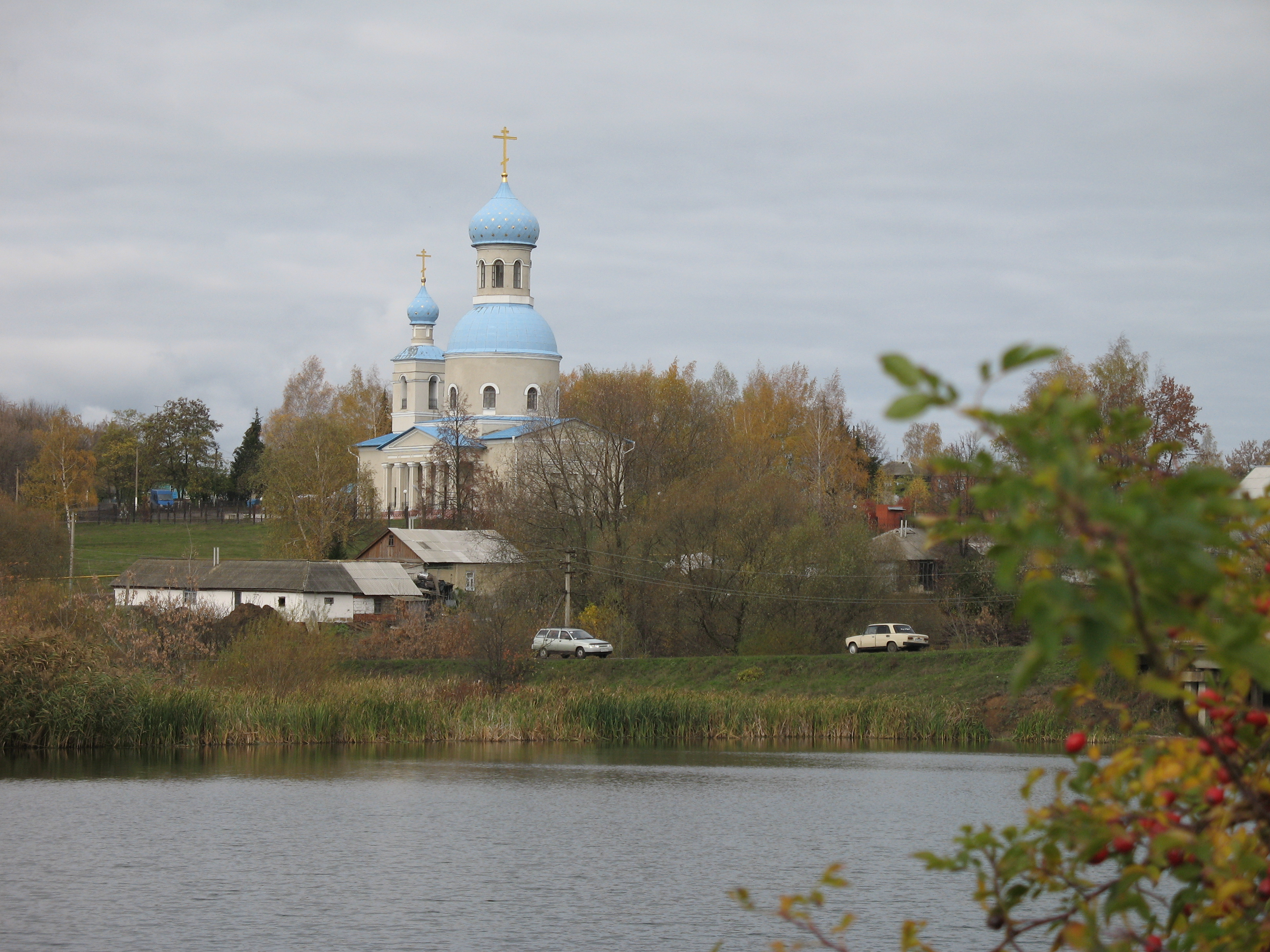

古布金區（俄语：Губкинский район），是俄羅斯的一個區，位於該國西部，由別爾哥羅德州負責管轄，始建於1965年1月12日，面積1,527平方公里，2009年人口120,128，人口密度每平方公里78.5人。